# Okolicsnó
Okolicsnó (szlovákul Okoličné) Liptószentmiklós része, egykor önálló község Szlovákiában, a Zsolnai kerület Liptószentmiklósi járásában.

## Fekvése
A Szmrecsianka-patak és a Vág összefolyásánál fekvő település ma Liptószentmiklós keleti része.

## Története
1248-ban egy Literátus János által szerkesztett hamis adománylevélben „Akalichna” néven említik először, a szentiványi uradalomhoz tartozott. A falu már a 13. században létezett az Okolicsányi család birtokaként. 1435-ben a települést felégették a husziták, lakói elmenekültek és birtokosának, Okolicsányi Mihálynak újra kellett telepíteni. Szent Miklós tiszteletére szentelt háromhajós gótikus temploma és ferences kolostora 1480 és 1492 között épült. 1560-ban a birtokos család tagjai áttértek a református hitre, 1565-ben a templom is az evangélikusoké lett. Okolicsányi Kristóf 1612-ben evangélikus iskolát nyitott itt, mely a korábbi Szedlák-kastélyban működött. A Rákóczi-szabadságharc idején a kolostort kurucok rabolták ki, a templom berendezését kihordták a templom elé és meggyújtották. Később katolikus Okolicsányi János a nyitrai püspök támogatásával megújította a templomot.
A 18. század végén Vályi András így ír róla: „OKOLICSNA. Tót helység Liptó Várm. földes Ura Okolicsányi Uraság, mellyet vitézségek által nyertek 1282dik esztendőben IVdik Kún László Királytól, ’s az Uraságnak jeles Kastéllya által díszesíttetik, lakosai katolikusok, fekszik Sz. Miklóshoz közel, a’ Sz. Ferentz Szerzetebéli Atyáknak Klastromjok is vagyon itten, postája van, határjának 2/3 része síkon fekszik, mellyet Vág, és Szmercsánka vizei nedvesítenek, legelője jó, és elég, földgyének két nyomása elég termékeny, fája is elég van.”
1812-ben nagy árvíz pusztított a községben, melyben a templom és a kolostor is megrongálódott. A 19. század során néhányan a fazekas mesterséget kezdték űzni, de sokan dolgoztak kőművesként az akkori Magyarország más részein.
Fényes Elek 1851-ben kiadott geográfiai szótárában így ír a faluról: „Okolicsna, tót falu, Liptó vmegyében, a Vágh jobb partján: 204 kath., 496 evang., 15 zsidó lak. Van benne egy filialis kath. szentegyház, két kastély, postahivatal, vendégfogadó, vizimalmok, savanyuviz-forrás; lakosai juhot tartanak. F. u. Okolicsányi család.”
A 19. század végén egyesült Sztosházával Okolicsnó és Sztosháza néven, 1971 óta Liptószentmiklós része.

## Nevezetességei
- Az Alcántarai Szent Péternek szentelt római katolikus templom és ferences kolostor egy építészeti egységet alkot. 1480 és 1492 között épült, a 17. század végén felújították. 1904-ben restaurálták. Iskola, könyvtár, később kórház is működött benne. A templom közepén 1490 körül készített, nagy méretű gótikus feszület látható. Főoltára 1740 körül készült barokk stílusban. A Madonna tiszteletére szentelt mellékoltára a 18. században készült. Szent Katalin és Szent Borbála szobrai Lőcsei Pál mester alkotásai, 1510 körül készültek. Szintén ebből az időből való a helyi mester által készített Szűz Mária ábrázolás. A reformáció idején a ferences atyák elmenekültek és csak 1688-ban tértek vissza. 1697-ben a kolostort barokk stílusban építették át és bővítették. A templomkertben később új kolostort építettek, ahol 1996-óta ferences nővérek vannak.
- A falunak 17. század eleji reneszánsz eredetű, de 1714-ben barokk stílusban átalakított Okolicsányi-kastélya van.
- A Szedlák-kúria a 16. század közepén, 1565 körül épült. Ebben működött egykor az evangélikus iskola.
- A Visnyovszky-kastély 1780 körül épült rokokó stílusban. A 19. században átalakították, új homlokzatot és manzárdtetőt kapott. Az 1848-as forradalom idején udvarán elégették a derest, mint a jobbágyság jelképét.
- A Kubinszkovszky-kúria 1850 körül épült klasszicista stílusban.
- Az evangélikus harangláb 1902-ben épült.

## Külső hivatkozások
- Hivatalos oldal
- A plébánia honlapja Archiválva 2007. december 7-i dátummal a Wayback Machine-ben
- Okolicsnó Szlovákia térképén

## Lásd még
- Okolicsnó és Sztosháza
- Sztosháza